# Верховна рада Кримської АРСР I скликання
Верховна рада Кримської АРСР першого скликання — представничий орган Кримської АРСР у 1938 —1945 роках.
Нижче наведено список (неповний) депутатів Верховної ради Кримської АРСР 1-го скликання, обраних 21 липня 1938 року в загальних округах. Всього до Верховна рада Кримської АРСР 1-го скликання було обрано 105 депутатів.
| Прізвище, ім'я, по-батькові      | Місто чи район            | Виборчий округ | Посада | Примітки                            |
| -------------------------------- | ------------------------- | -------------- | --- | ----------------------------------- |
| Аблязімов Абляз                  | Ленінський район          | № 43           | голова колгоспу                                                                                                   |                                     |
| Авдєєв Сергій Іванович           | Севастополь               | № 101          | начальник цеху |                                     |
| Адінцов Георгій Павлович         | Феодосія                  | № 90           | начальник цеху |                                     |
| Акімов Мусса                     | Алуштинський район        | № 45           | 1-й секретар Алуштинського райкому ВКП(б)                                                                         |                                     |
| Александрова Ганна Василівна     | Ялта                      | № 92           | голова Державної планової комісії Кримської АРСР                                                                  |                                     |
| Асанова Сафіє                    | Ялтинський район          | № 48           | вчителька |                                     |
| Бабушкін Андрій Кіндратович      | Колайський район          | № 20           | директор машинно-тракторної станції                                                                               |                                     |
| Болотов Микола Степанович        | Сімферополь               | № 62           | народний комісар комунального господарства Кримської АРСР                                                         |                                     |
| Бродський Володимир Львович      | Сімферопольський район    | № 25           | голова Сімферопольського райвиконкому                                                                             |                                     |
| Васильєв Віктор Стиліанович      | Керч                      | № 76           | механік доменного цеху Керченського металургійного заводу імені Войкова                                           |                                     |
| Велієв Ходжамет                  | Карасубазарський район    | № 32           | голова Василівської сільської ради                                                                                |                                     |
| Виноградова Людмила Іванівна     | Керч                      | № 77           | директор школи |                                     |
| Волощенко Уляна Трохимівна       | Сімферопольський район    | № 24           | колгоспниця колгоспу «1-я Крымская коммуна»                                                                       |                                     |
| Воронін Михайло Євтихович        | Кіровський район          | № 38           | голова Кіровського райвиконкому                                                                                   |                                     |
| Ганзен Галина Яківна             | Біюк-Онларський район     | № 11           | колгоспниця |                                     |
| Ганієва Еміне                    | Євпаторійський район      | № 2            | вчителька |                                     |
| Гафарова Зеліха                  | Судацький район           | № 35           | колгоспниця |                                     |
| Гладкий Іван Мойсейович          | Сімферополь               | № 61           | машиніст Сімферопольського паровозного депо                                                                       |                                     |
| Годосевич Абрам Ілліч            | Лариндорфський район      | № 4            | голова Лариндорфського райвиконкому                                                                               |                                     |
| Головченко Пилип Васильович      | Зуйський район            | № 28           | бригадир |                                     |
| Горохов Омелян Георгійович       | Старо-Кримський район     | № 33           | в.о. народного комісара фінансів Кримської АРСР                                                                   |                                     |
| Гофман Ольга Борисівна           | Керч                      | № 74           | начальник цеху |                                     |
| Грачов Сергій Миколайович        | Сімферопольський район    | № 26           | заступник голови РНК Кримської АРСР                                                                               |                                     |
| Гуков Олександр Васильович       | Сімферополь               | № 68           | начальник цеху |                                     |
| Джелілев Сеїт Ахмет              | Бахчисарайський район     | № 54           | голова Дуванкойської сільської ради                                                                               |                                     |
| Джелілев Сеїт Халілейович        | Куйбишевський район       | № 50           | народний комісар харчової промисловості Кримської АРСР                                                            |                                     |
| Дідук Федір Потапович            | Євпаторія                 | № 84           | народний комісар місцевої промисловості Кримської АРСР                                                            |                                     |
| Дорошенко Любов Василівна        | Тельмановський район      | № 13           | голова сільської ради                                                                                             |                                     |
| Жуков Микола Андрійович          | Красно-Перекопський район | № 10           | заступник голови РНК Кримської АРСР                                                                               |                                     |
| Зеврієва Заріфе                  | Ленінський район          | № 42           | завідувачка Ленінського районного відділу охорони здоров’я                                                        |                                     |
| Задорожний Самуїл Никифорович    | Севастополь               | № 102          | директор заводу                                                                                                   |                                     |
| Ібраїмов Мемет Ібраїмович        | Сімферополь               | № 67           | голова РНК Кримської АРСР                                                                                         |                                     |
| Ізмайлов Мамут Емінович          | Балаклавський район       | № 57           | начальник Дорожнього управління при РНК Кримської АРСР                                                            |                                     |
| Ільясова Селіме                  | Сімферополь               | № 71           | 3-й секретар Кримського обкому ВЛКСМ                                                                              |                                     |
| Кавалерідзе Фаїна Олексіївна     | Керченський район         | № 41           | голова сільської ради                                                                                             |                                     |
| Казаков Анатолій Меметович       | Балаклавський район       | № 58           | агроном |                                     |
| Керімов Мусса                    | Ялтинський район          | № 46           | голова Ялтинського райвиконкому                                                                                   |                                     |
| Корнер Михайло Миколайович       | Сімферополь               | № 65           | заступник голови Сімферопольської міської ради                                                                    |                                     |
| Кравцов Григорій Степанович      | Джанкойський район        | № 18           | уповноважений Народного комісаріату заготівель СРСР по Кримській АРСР                                             |                                     |
| Кривицький Яків Аронович         | Ялта                      | № 91           | відповідальний редактор обласної газети «Красный Крым»                                                            |                                     |
| Кугачов Георгій Васильович       | Севастополь               | № 96           | штурман-електрик крейсера                                                                                         |                                     |
| Кудахтін Пантелеймон Михайлович  | Джанкойський район        | № 15           | бригадир |                                     |
| Лічман Андрій Терентійович       | Джанкойський район        | № 16           | кондуктор залізниці                                                                                               |                                     |
| Макєєв Микола Антонович          | Севастополь               | № 99           | 1-й секретар Севастопольського міськкому ВКП(б)                                                                   |                                     |
| Максимов Іван Якович             | Тельмановський район      | № 14           | 2-й секретар Кримського обкому ВКП(б)                                                                             |                                     |
| Малкін Юда Лазарович             | Керч                      | № 80           | директор заводу                                                                                                   |                                     |
| Масленников Григорій Васильович  | Севастополь               | № 105          | старший лейтенант Червоної армії                                                                                  |                                     |
| Медведєв Володимир Михайлович    | Севастополь               | № 97           | водолаз-глибоководник, молодший командир РСЧА                                                                     |                                     |
| Менбарієв Абдул Джелаль Хайрулла | Бахчисарайський район     | № 55           | голова Центрального виконавчого комітету Кримської АРСР                                                           |                                     |
| Менбарієв Кельдажи               | Старо-Кримський район     | № 34           | голова колгоспу                                                                                                   | повноваження припинені в 1939 році? |
| Мігірин Микола Григорович        | Джанкойський район        | № 19           | керуючий Кримського відділення Держбанку СРСР                                                                     |                                     |
| Міхельсон Артур Іванович         | Сімферополь               | № 63           | народний комісар внутрішніх справ Кримської АРСР                                                                  | репресований в грудні 1938 року     |
| Морозов Сергій Дмитрович         | Євпаторія                 | № 85           | начальник Політичного управління Чорноморського флоту                                                             |                                     |
| Нільсен Євген Олександрович      | Севастополь               | № 94           | директор Державного Центрального науково-дослідного інституту фізичних методів лікування імені професора Сєченова |                                     |
| Переверзов Гнат Михайлович       | Ак-Шейхський район        | № 3            | завідувач ферми колгоспу                                                                                          |                                     |
| Помазан Іван Дмитрович           | Керч                      | № 82           | інженер |                                     |
| Рабінович Леонід Ісакович        | Тельмановський район      | № 12           | заступник народного комісара землеробства Кримської АРСР                                                          |                                     |
| Рамазанова Фатьма                | Ялтинський район          | № 49           | голова сільської ради                                                                                             |                                     |
| Риженко Анастасія Пилипівна      | Сейтлерський район        | № 23           | голова колгоспу                                                                                                   |                                     |
| Рубін Йосип Григорович           | Євпаторія                 | № 86           | командир стрілецької дивізії РСЧА                                                                                 |                                     |
| Руденко Яків Кузьмич             | Севастополь               | № 103          | інженер авіаційного заводу                                                                                        |                                     |
| Саєнко Гаврило Трохимович        | Керч                      | № 75           | машиніст |                                     |
| Сайдашев Якуб Міфтахович         | Феодосія                  | № 89           | народний комісар освіти Кримської АРСР                                                                            |                                     |
| Салімов Абібулла                 | Ічкинський район          | № 59           | комбайнер |                                     |
| Сачева Надія Іванівна            | Сімферополь               | № 69           | контролер з якості Сімферопольського консервного заводу «Трудовой Октябрь»                                        |                                     |
| Сащенко Павло Федорович          | Сакський район            | № 5            | слюсар |                                     |
| Свідерський Євген Сергійович     | Севастополь               | № 98           | інструктор політичного відділу школи зенітної артилерії РСЧА                                                      |                                     |
| Сеїтов Якуб Меметович            | Судацький район           | № 36           | народний комісар охорони здоров’я Кримської АРСР                                                                  |                                     |
| Сейдалі Сеїт Ягья                | Ялтинський район          | № 47           | начальник ДАІ управління робітничо-селянської міліції при НКВС Кримської АРСР                                     |                                     |
| Сейдаметов Мустафа               | Карасубазарський район    | № 31           | 1-й секретар Кримського обкому ВЛКСМ                                                                              |                                     |
| Скрипник Марія Лазарівна         | Євпаторія                 | № 83           | бригадир |                                     |
| Скроцький Павло Олександрович    | Ішунський район           | № 9            | бригадир |                                     |
| Спектор Лев Юхимович             | Совєтський район          | № 60           | відповідальний секретар Центрального виконавчого комітету Кримської АРСР                                          |                                     |
| Стебанов Іван Іванович           | Сейтлерський район        | № 22           | народний комісар соціального забезпечення Кримської АРСР                                                          |                                     |
| Тихомиров Іван Костянтинович     | Сімферополь               | № 73           | голова Сімферопольської міської ради                                                                              |                                     |
| Усеїнов Ібраїм                   | Алуштинський район        | № 44           | редактор кримсько-татарської обласної газети «Енн-Дунья»                                                          | репресований в листопаді 1938 року  |
| Устемірова Аніфе                 | Джанкойський район        | № 17           | колгоспниця |                                     |
| Філіппова Ганна Григорівна       | Бахчисарайський район     | № 56           | робітниця |                                     |
| Хазов Федір Федорович            | Бахчисарайський район     | № 53           | начальник політичного відділу стрілецької дивізії РСЧА                                                            |                                     |
| Халілов Асан Умеров              | Кіровський район          | № 37           | голова колгоспу                                                                                                   |                                     |
| Харламов Микола Михайлович       | Сакський район            | № 6            | начальник штабу військово-морського Чорноморського флоту                                                          |                                     |
| Хохлова Тетяна Іллівна           | Євпаторія                 | № 88           | робітниця |                                     |
| Циганков Никифор Микитович       | Сакський район            | № 7            | голова колгоспу                                                                                                   |                                     |
| Чавуш Амет Мемедемінович         | Куйбишевський район       | № 51           | голова колгоспу                                                                                                   |                                     |
| Чекінов Анатолій Петрович        | Керч                      | № 79           | 1-й секретар Керченського міськкому ВКП(б)                                                                        |                                     |
| Чучкалов Геннадій Григорович     | Маяк-Салинський район     | № 40           | завідувач відділу обласної газети «Красный Крым»                                                                  |                                     |
| Шакіров Абдураїм Куртбабайович   | Карасубазарський район    | № 30           | 1-й секретар Карасубазарського райкому ВКП(б)                                                                     |                                     |
| Шапіро Михайло Борисович         | Фрайдорфський район       | № 8            | голова Фрайдорфського райвиконкому                                                                                |                                     |
| Швецов Олександр Миколайович     | Маяк-Салинський район     | № 39           | народний комісар торгівлі Кримської АРСР                                                                          |                                     |
| Шерфедінова Феріде               | Бахчисарайський район     | № 52           | лікарка |                                     |
| Шульгін Олександр Степанович     | Севастополь               | № 104          | військово-морський командир на Чорноморському флоті                                                               |                                     |
| Щучкін Микола Іванович           | Сімферопольський район    | № 27           | 1-й секретар Кримського обкому ВКП(б)                                                                             | помер 10 жовтня 1938 року           |
| Ягьяєв Хаїр Бенат                | Ак-Мечетський район       | № 1            | колгоспник |                                     |
| Якимович Ганна Микитівна         | Феодосійський район       | № 29           | начальник цеху |                                     |
| Якушев Лаврентій Трохимович      | Ялта                      | № 93           | заступник народного комісара внутрішніх справ Кримської АРСР                                                      | репресований в грудні 1938 року     |
| Яранцев Андрій Степанович        | Сейтлерський район        | № 21           | народний комісар землеробства Кримської АРСР                                                                      |                                     |
| Аметшаєв Таджин Мустафайович     | Алуштинський район        | № 44           | заступник голови РНК Кримської АРСР                                                                               | дообраний 1 червня 1941 року        |
| Борисов Борис Олексійович        | Севастополь               | № 95           | 1-й секретар Севастопольського міськкому ВКП(б)                                                                   | дообраний 1 червня 1941 року        |
| Ваксов Адольф Борисович          | Сімферопольський район    | № 27           | заступник голови РНК Кримської АРСР                                                                               | дообраний 1 червня 1941 року        |
| Кулаков Микола Михайлович        | Ялта                      | № 93           | член Військової ради Чорноморського флоту, дивізійний комісар                                                     | дообраний 1 червня 1941 року        |
| Мартинов Серафим Володимирович   | Сімферополь               | № 63           | 1-й секретар Сімферопольського міськкому ВКП(б)                                                                   | дообраний 1 червня 1941 року        |
| Мустафаєв Рефат Шемседінович     | Старо-Кримський район     | № 34           | 3-й секретар Кримського обкому ВКП(б)                                                                             | дообраний 1 червня 1941 року        |